# ゲームハイ
ゲームハイ (GameHi Co.,Ltd.) は、韓国のオンラインゲーム開発・運営会社。
2002年設立の旧ゲームハイ (GameHi Inc.) とは別会社である。現ゲームハイは2000年設立で、旧社名はソンクワン (SungKwang Co., Ltd. / Sungkwang Envitech Co Ltd.)、テユヴェスパー (DaeyuVesper Co. Ltd.)。2008年7月18日、テユヴェスパーが旧ゲームハイを買収し、7月29日、現社名に社名変更した。ただし、関連サイトの著作権表記は今もGamehi Inc.やGAMEHI Inc.である。
2010年7月29日にNEXONが当社株を取得し、ネクソングループとなった。これに伴い、日本法人のゲームヤロウとの資本関係を解消した。パプリッシング契約も同様に解消した。
主要コンテンツはFPS『Sudden Attack』、MMORPG『DEKARON』。
旧日本法人はゲームヤロウ株式会社（旧ゲームハイ株式会社）。
2014年3月6日 社名をNEXON GTに変更。
2022年3月、NAT GAMESに吸収合併され、現在の社名はネクソンゲームズ。